# 4. Gebirgs-Division (Wehrmacht)
Die 4. Gebirgs-Division war ein Großverband der Gebirgstruppe des Heeres der deutschen Wehrmacht im Zweiten Weltkrieg.

## Geschichte

### Aufstellung
Die Division wurde vom 23. Oktober 1940 bis Mitte März 1941, vor allem durch Abgaben aus der 25. und der 27. Infanterie-Division auf dem Truppenübungsplatz Heuberg aufgestellt. 

### Verlegung nach Bulgarien
Noch im selben Jahr wurde der Verband nach Bulgarien verlegt.

### Balkanfeldzug
Es folgte der Einsatz beim Balkanfeldzug 1941. Die Division ging in Serbien in Richtung Pirot vor und es folgten Vormarschkämpfe über Knjaževac auf Kruševac und ein Einsatz als Besatzungstruppe im Raum südostwärts Belgrad.

### Verlegung an die Ostfront
Nach dem Balkanfeldzug wurde die Division an die Ostfront verlegt. Sie stieß über Lemberg, den Raum Brzezany, über den Sereth durch die Stalin-Linie bei Derashnje und war bei der Einnahme von Winniza eingesetzt. 

### Uman
Weitere Kampfhandlungen waren die Teilnahme an der Kesselschlacht bei Uman im Raum Podwyssokoje, der Vormarsch zum Dnepr und die Verfolgungskämpfe ostwärts des Dnjeprs, die Abwehrschlacht bei Malaja-Belosjorka, die Schlacht am Asowschen Meer im Raum Mogila-Tokmak, die Einnahme von Stalino (seit 1961 Donezk) und die Verfolgung über den Mius.
Im Jahr 1942 folgten Abwehrschlachten im Donbass und in der Mius-Stellung, der Durchbruch am Mius und die Schlacht von Rostow am Don-Bataisk sowie die Verfolgungskämpfe zum Kuban.

### Kaukasus
Vorstoß auf die Hochpässe des Kaukasus, wechselnde Angriffs- und Abwehrkämpfe im Hoch- und Westkaukasus (am 21. August eroberten Teile der Division mit Hochgebirgsjägern der 1. Gebirgs-Division den 5.642 m hohen Elbrus). Am 23. August 1942 nahmen Gebirgsjäger unter Oberst Stettner vom Gebirgsjägerregiment 91 den Adsapsch-Pass kampflos ein und eroberten wenig später den vier Kilometer weiter südöstlich liegenden Santscharo-Pass. Von diesen Pässen aus besetzten die Deutschen am 26. August 1942 das Dorf Pschu. Am Morgen des 27. August 1942 setzte das Regiment unverzüglich den Vormarsch in Richtung Suchumi fort. Ein Bataillon setzte sich gegen 11 Uhr auf „Pass 1600“, dem letzten Pass vor der Küstenebene, fest und traf dort auf wachsenden Widerstand. Der deutsche Vormarsch war zu Ende. Er hatte in Georgien seinen südlichsten Punkt erreicht, 23 Kilometer vor der Küste des Schwarzen Meeres bei Gudauta. Am 7. und 8. September 1942 mussten die Deutschen sich auf die Pässe des Kaukasus-Hauptkamms zurückziehen.

### Rückzug 1943
1943 begann der Rückzug zum Kuban, es wechselten Angriffs- und Abwehrkämpfe im Landekopf südlich von Noworossijsk, westlich von Melitopol und im Cherson-Brückenkopf. Im nächsten Jahr folgten Angriffs- und Abwehrkämpfe im Raum Winniza, Entlastungsangriffe für den Kessel von Tscherkassy, Abwehrkämpfe im Raum nördlich von Uman, Rückzug zum Dnister, Abwehrkämpfe ostwärts von Kishinew, Angriffs- und Abwehrkämpfe in den Waldkarpaten. Anschließend zog sich die Division aus dem Szekler Zipfel in den Raum Ungvar zurück. Im Dezember Teilnahme an der Abwehrschlacht im Raum Pelsöc/Rosenau.

### Divisionskampfgruppe 4. Gebirgs-Division
Nun wurde die durch Verluste geschwächte Division in den Übersichten des OKH nur noch als „Kampfgruppe“ geführt. Es folgten Abwehrkämpfe in der Hohen Tatra, der Rückzug nach Oberschlesien (ab dem 12. April 1945) und die Teilnahme an der Schlacht um Troppau. Dann zog sich die Division kämpfend bis hinter die March nordostwärts Brünn zurück. Nach dem gelungenen Ausbruch aus dem sowjetischen Kessel bei Olmütz scheiterte das weitere Absetzen, da die Amerikaner den Übergang über die Moldau verhinderten. 

### Kapitulation
Bei der Kapitulation geriet die Masse der Division in sowjetische Gefangenschaft.

## Kommandeure

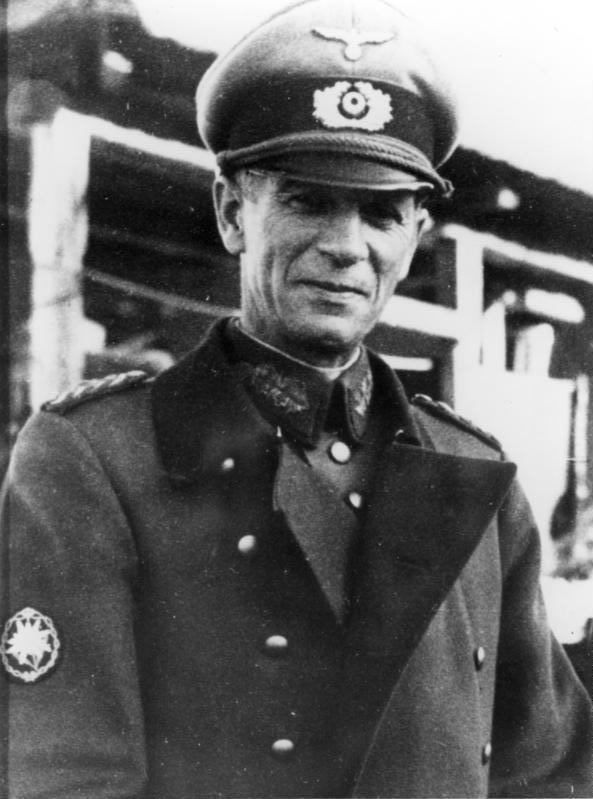
Friedrich Breith, Kommandeur der 4. Gebirgs-Division

- Generalleutnant Karl Eglseer – 23. Oktober 1940 bis 1. Oktober 1941
- Oberst Karl Wintergerst – 1. Oktober bis November 1941 (mit stellvertretender Führung beauftragt)
- Generalleutnant Karl Eglseer – November 1941 bis 22. Oktober 1942
- Generalleutnant Hermann Kreß – 23. Oktober 1942 bis 12. August 1943
- Generalleutnant Julius Braun – 13. August 1943 bis 6. Juni 1944
- Oberst Karl Jank – 6. Juni bis 1. Juli 1944 (mit stellvertretender Führung beauftragt)
- Generalleutnant Friedrich Breith – 1. Juli 1944 bis 23. Februar 1945
- Oberst Robert Bader – 23. Februar bis 6. April 1945 (mit stellvertretender Führung beauftragt)
- Generalleutnant Friedrich Breith – 6. April 1945 bis zur Kapitulation

## Gliederung
- Gebirgsjäger-Regiment 13
- Gebirgsjäger-Regiment 91
- Gebirgs-Artillerie-Regiment 94
- Gebirgs-Panzerjäger-Abteilung 94
- Gebirgs-Pionier-Bataillon 94
- Aufklärungsabteilung 94
- Gebirgs-Nachrichten-Abteilung 94
- Gebirgsjäger-Bataillon 94
- Divisions-Einheiten 94

Ersatztruppe für den Divisionsstab war das Gebirgsjäger-Ersatz-Bataillon II./98 in Mittenwald.

## Gedenkorte

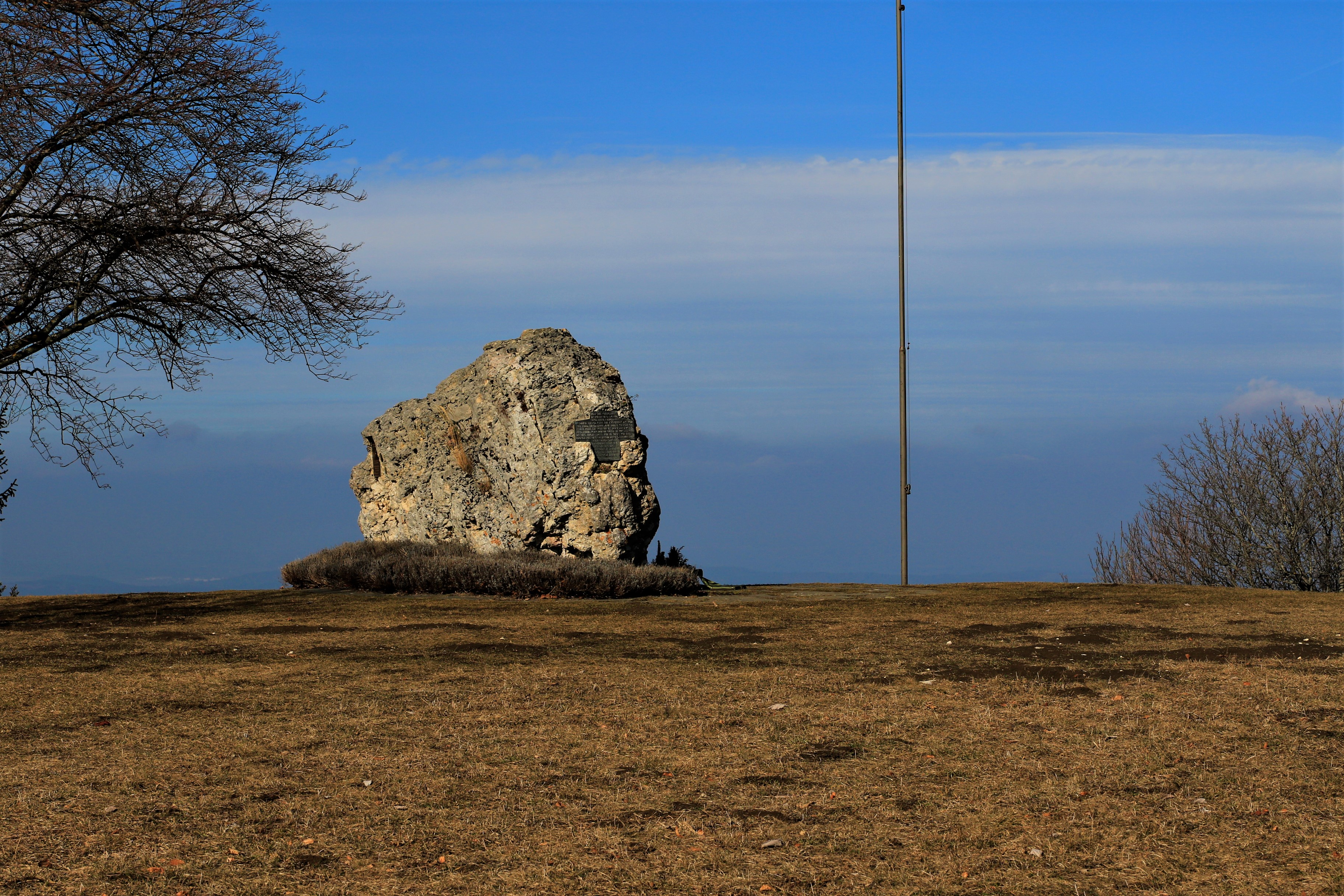
Das Gebirgsjäger-Denkmal auf dem Lochenhörnle

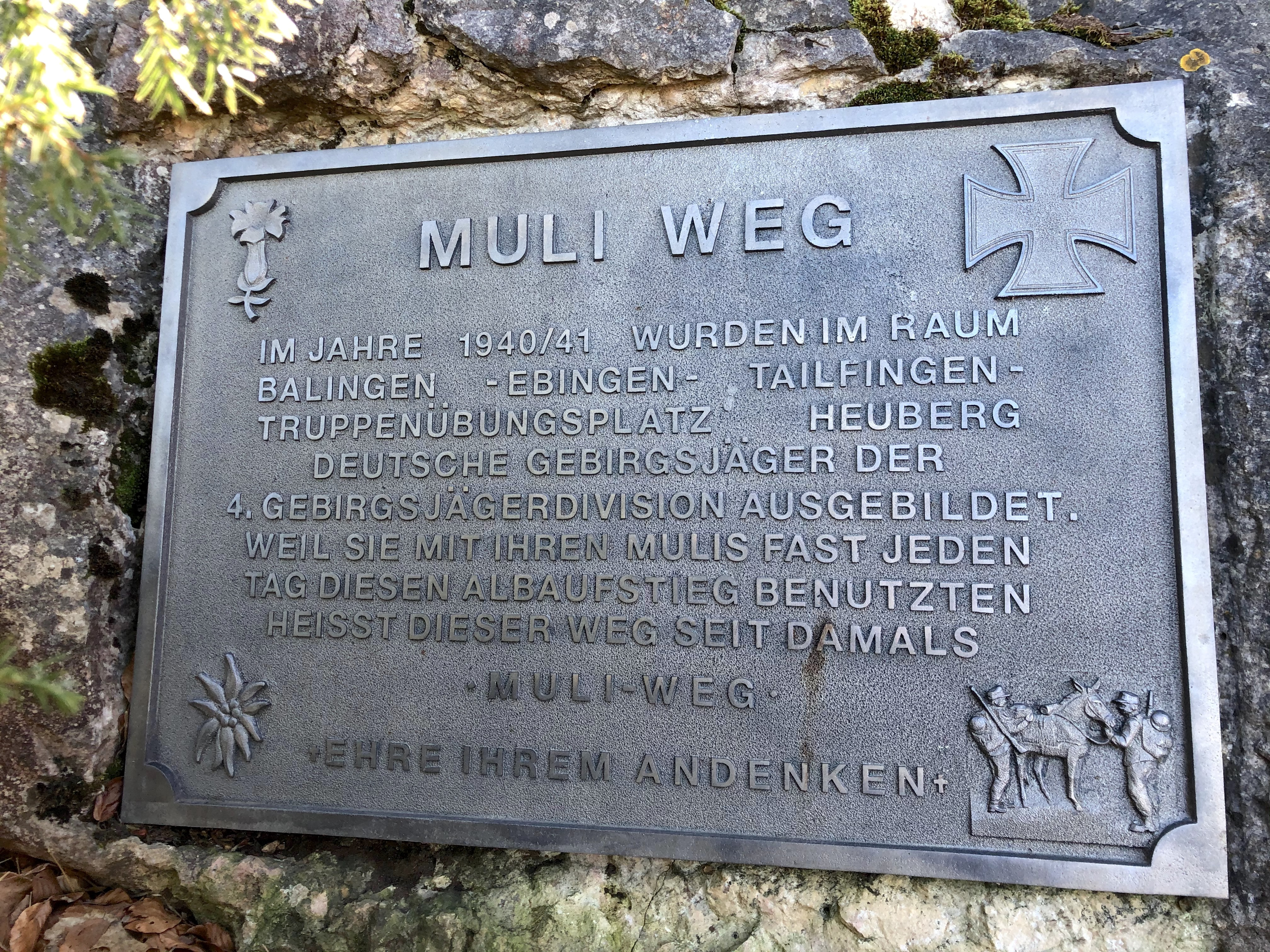
Gedenkstein (Muliweg) der 4. Gebirgsjägerdivision auf dem Heersberg

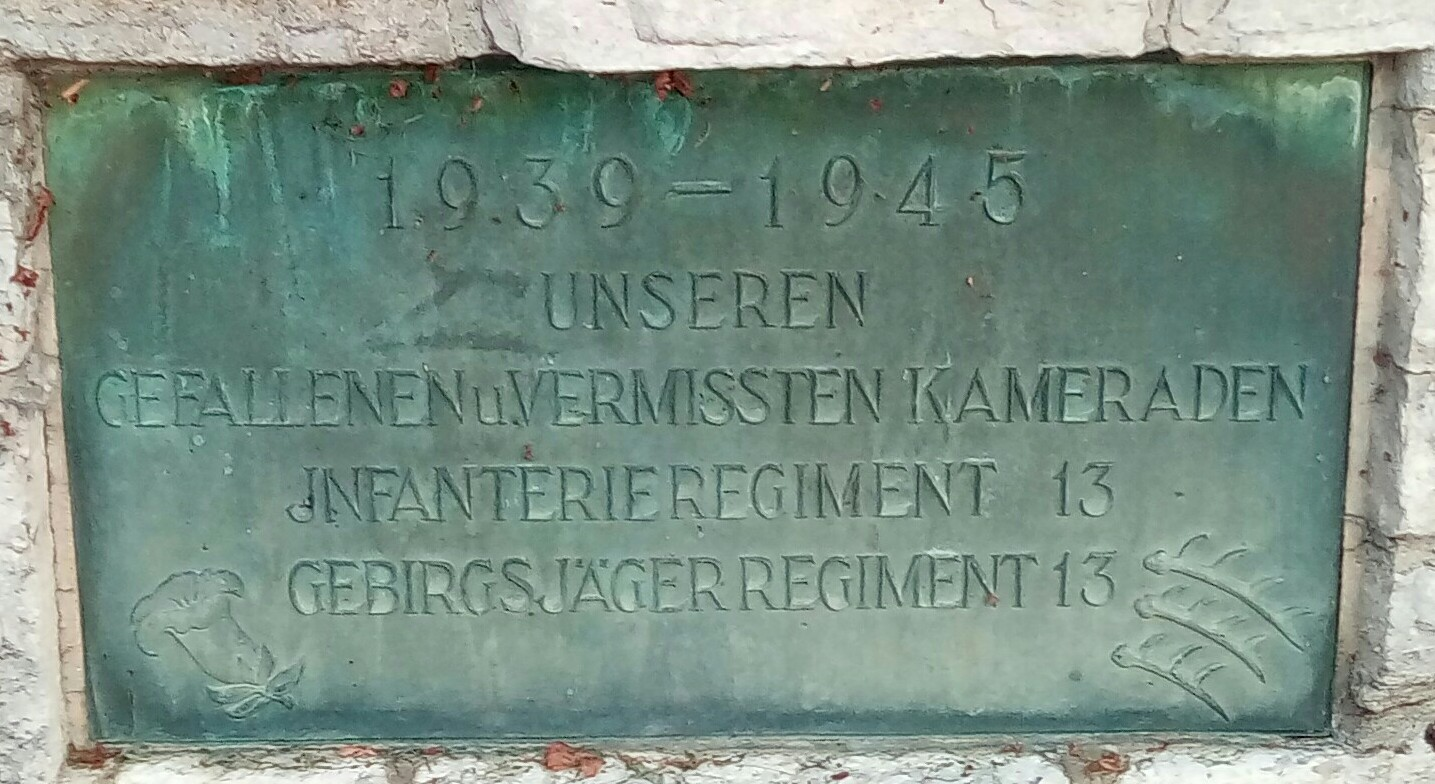
Gedenktafel in Ludwigsburg für das 13. Gebirgsjägerregiment

Bei Meßstetten wird am Hörnle der Lochen an einem Felsen der Toten gedacht. Die Gedenkstätte am Hochalbpfad wird vom Heimatverein Kohlraisle gepflegt. Eine weitere Gedenktafel für das Gebirgsjäger-Regiment 13 befindet sich in Ludwigsburg, da dieses Regiment aus dem Infanterieregiment 13 mit dem Standort Ludwigsburg hervorgegangen war.
Muliweg
Die privat einquartierten Gebirgsjäger errichteten 1940/41 schmale Pfade am Trauf, um die Tragtiere an die Höhe zu gewöhnen.
Damit man Halbtagstouristen ein attraktives Ziel bieten kann, wurden ausgehend von diesen Pfaden Wanderwege beschildert und beworben. Im Zollernalbkreis und dem Naturpark Obere Donau wird an Wochenenden ein vertaktetes Angebot im Schienenverkehr auf allen Strecken gefahren. Triebwagen, welche von der Hohenzollerischen Landesbahn betrieben werden, verkehren hier sonn- und feiertags, um über den Lautlinger Bahnhof das Naherholungsgebiet für den Tourismus attraktiver zu machen. 2023 wurden angeschraubte Enziantafeln von Wanderwegen auf Weisung der Stadt Albstadt entfernt.

## Bekannte Divisionsangehörige
- Ludwig Hilmar Kresse (1914–1985), war ein deutscher Bauingenieur und Architekt, der von 1967 bis 1977 Rektor der Fachhochschule für Technik in Stuttgart war
- Bernhard Müller-Hahl (1918–1985), war von 1966 bis 1970 für die CSU Mitglied des Bayerischen Landtags und von 1958 bis 1984 Landrat des Landkreises Landsberg am Lech

## Vorträge
Volker Strölin Hossingen: Gebirgsjäger-Artillerieregiment 94, stationiert in Meßstetten, Hossingen, Oberdigisheim. Hobby Historiker Volker Strölin informiert in Wort und Bild über die Zeit der Ausbildung von Oktober 1940 bis März 1941 und Hochzeiten nach 1945.